# Serianus carolinensis
Serianus carolinensis es una especie de arácnido del orden Pseudoscorpionida de la familia Olpiidae.

## Distribución geográfica
Se encuentra en Florida y Carolina del Norte.